# Sint-Laurentiuskerk (Goetsenhoven)

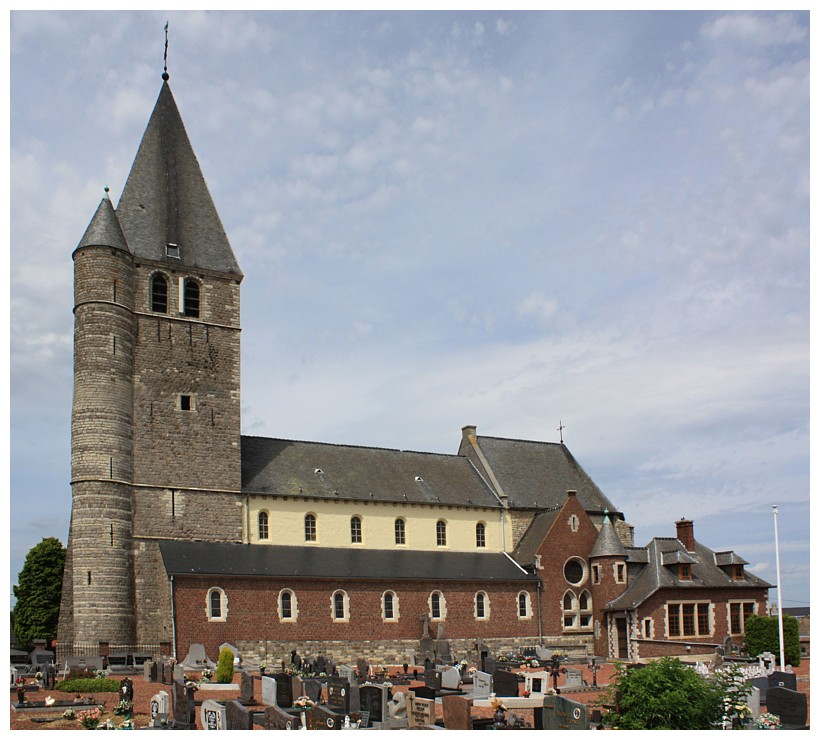
Sint-Laurentiuskerk

De Sint-Laurentiuskerk is de parochiekerk van de tot de Vlaams-Brabantse gemeente Tienen behorende plaats Goetsenhoven, gelegen aan de Sint-Laurentiusstraat.

## Geschiedenis
Omstreeks 1200 werd de toren gebouwd in laatromaanse stijl. De kerk zelf is 15e-eeuws en in gotische stijl. In 1774 werden de zijbeuken verbreed. In 1940 werd de kerk getroffen door brand waarbij een groot deel van het interieur verloren ging. Enige muren moesten herbouwd worden.

## Gebouw
Het betreft een kerk met basilicaal schip en vijfzijdig afgesloten gotisch koor, opgetrokken in zandsteen. De middenbeuk is romaans evenals de zware voorgebouwde toren die geflankeerd wordt door een ronde traptoren. De toren werd gebouwd in kwartsiet, afkomstig van Overlaar. Voor de middenbeuk werd onder meer tufsteen toegepast.

## Interieur
De kerk bezit een 16e-eeuws doopvont in gotische stijl.